# Albarreal de Tajo
Albarreal de Tajo ist eine spanische Gemeinde (municipio) in der Provinz Toledo der Autonomen Region Kastilien-La Mancha. 2024 hatte die Gemeinde 762 Einwohner. Die Gemeindefläche beträgt 41,58 km². 

## Lage
Albarreal de Tajo liegt etwa 19 Kilometer westnordwestlich von Toledo und etwa 80 Kilometer südsüdwestlich von Madrid in einer Höhe von ca. 450 m am Tajo, der die Gemeinde im Süden begrenzt. 

## Bevölkerungsentwicklung
| Jahr      | 1970 | 1981 | 1991 | 2001 | 2011 | 2021 |
| --------- | ---- | ---- | ---- | ---- | ---- | ---- |
| Einwohner | 663  | 514  | 571  | 630  | 742  | 708  |

## Sehenswürdigkeiten
- Kirche Mariä Himmelfahrt (Iglesia de Nuestra Señora de la Asunción)
- Rathaus

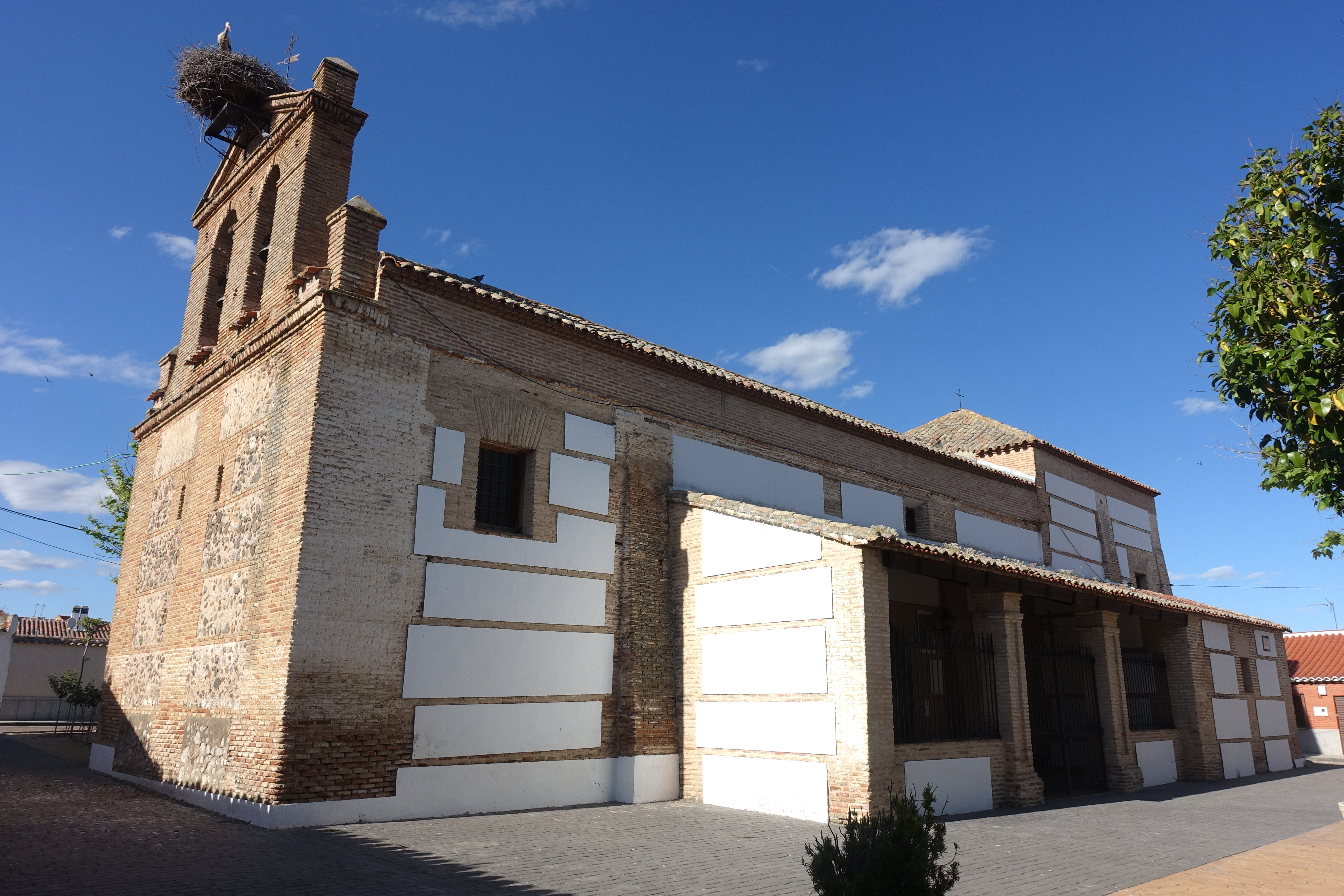
Kirche Mariä Himmelfahrt
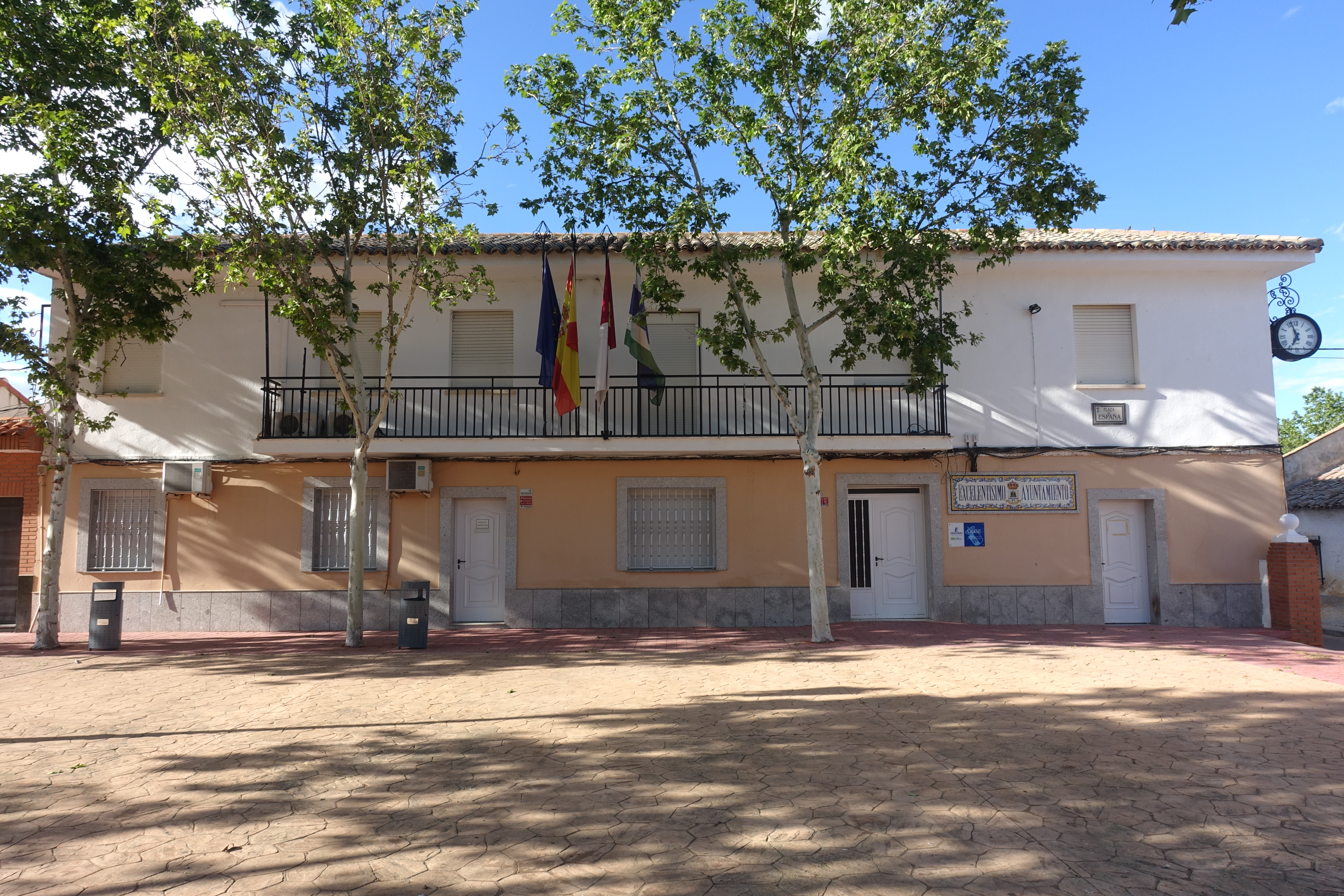
Rathaus